# شاتیلون-سور-سن
شاتیلون-سور-سن (به فرانسوی: Châtillon-sur-Seine) یک کمون (فرانسه) در فرانسه است که در کوت دور واقع شده‌است. شاتیلون-سور-سن ۳۳٫۱۵ کیلومتر مربع مساحت دارد ۲۲۵ متر بالاتر از سطح دریا واقع شده‌است.

## خواهرخوانده
شهر راتسبورگ خواهرخواندهٔ شاتیلون-سور-سن هست.